# کارلوس لاتره
کارلوس لاتره (اسپانیایی: Carlos Latre‎؛ زادهٔ ۳۰ ژانویهٔ ۱۹۷۹) صداپیشه، فیلم‌نامه‌نویس، کارگردان تلویزیونی و مجری تلویزیون اهل اسپانیا است. از ماه مه ۲۰۱۳ تا ژوئن ۲۰۱۳، او مجری برنامه تلویزیونی لتریس در شبکه لا اونو بود. از اکتبر ۲۰۱۳ تا دسامبر ۲۰۱۳، او دوباره به این شبکهٔ تلویزیونی بازگشت و برنامه یکی از خودمان را اجرا کرد.
از فیلم‌ها یا برنامه‌های تلویزیونی که وی در آن نقش داشته‌است، می‌توان به تورنته ۳: محافظ شخصی اشاره کرد.